# L'Équipe (film)
Pour l’article homonyme, voir L'Équipe.
Pour plus de détails, voir Fiche technique et Distribution.
L'Équipe (aussi intitulé L'Étoile du nord) est un film français réalisé par Jean Lods, sorti en 1930.
Le film de Jean Lods s'intéresse aux travailleurs des chemins de fer du Nord.

## Fiche technique
- Titre : L'Équipe
- Titre alternatif : L'Étoile du nord
- Réalisation et scénario  : Jean Lods
- Photographie : Boris Kaufman
- Pays :  France
- Format : Noir et blanc — 35 mm — 1,37:1 — Son : Mono
- Genre : Court métrage documentaire
- Lieu de tournage : Tergnier (Aisne)
- Année de sortie : 1930

## Distribution
- Jean Dehelly
- Jenny Luxeuil
- Minnie Brown